# Magnum (banda)
Magnum é uma banda britânica de rock progressivo formada no ano de 1972 na cidade de Birmingham, na Inglaterra. Sua formação clássica é composta por Bob Catley (vocais), Tony Clarkin (guitarra), Kex Gorin (bateria) e Bob Doyle (baixo). Seu principal sucesso durante seus primeiros anos foi o LP “Chase The Dragon”, de 1982, o qual alcançou a posição #17 nas paradas britânicas e emplacou sucessos como “Soldier of the Line", "Sacred Hour" e "The Spirit".
Ficou conhecido mundialmente em 1985 com o álbum  On a Storyteller's Night, que contava com o single  "Just Like an Arrow". Esse sucesso continuou nos anos seguintes com Roger Taylor produzindo o álbum Vigilante em 1986, o álbum Top 5 Wings of Heaven em 1988, que contou com três singles no Top 40, e Keith Olsen produzindo Goodnight L.A. que alcançou a posição #9 nas paradas britânicas em 1990. 
Em 1995, Clarkin anunciou o fim da banda. Mais tarde ele formou outra banda, com Catley e Al Barrow chamada Hard Rain. O Magnum foi reformado em 2001 e lançaram mais seis álbuns de estúdio desde então. Seu mais recente álbum Escape from the Shadow Garden foi lançado em março de 2014. 

## História

### O início (1972-1978)
Magnum começou como a banda da casa no famoso clube noturno Rum Runner de Birmingham (mais tarde casa do Duran Duran). Juntaram-se a Clarkin e Catley o baterista Kex Gorin e o baixista Bob Doyle. A formação da banda se manteve o mesmo até 1972, quando Les Kitcheridge juntou-se a banda temporariamente na guitarra. Bob Doyle deixou Magnum em 1972 e juntou-se ao Wizzard do Roy Wood, e foi substituído pelo ex-baixista do Uglys e Balls, Dave Morgan (mais tarde membro da Electric Light Oschestra).
Eles começaram a desenvolver o seu próprio estilo, tocando músicas de Clarkin em uma residência no The Railway Inn, em Curzon Street, Birmingham, em 1976. Em 1975, Clarkin e Dave Morgan receberam uma oferta de Kim Holmes para ajudar com a construção de um estúdio, em vez do que ser pago com dinheiro, Clarkin pediu para ser pago com o tempo de estúdio.
Muitas das primeiras demos do Magnum foram gravadas no Nest Studios em Birmingham, que mais tarde iria levá-los a um contrato com David Arden da Jet Records. Durante as sessões no Nest Studios, pelo menos duas canções escritas por Dave Morgan (e cantados por Bob Catley) foram gravadas, mas nunca lançadas. Os títulos foram "Baby I Need" e "One More Round The Bend", que ressurgiu em um disco de vinil em 2005.
A banda conseguiu um contrato com a CBS com a organização do produtor Roger Greenaway, e a banda lançou um cover de "Sweets For My Sweet" do The Searchers em fevereiro de 1975, entretanto, não conseguiram entrar nas paradas. A gravação original incluía um medley de "God Rest Ye Merry, Gentlemen", mas foi retirado para o lançamento do single.

### Jet Records (1978-1984)
O álbum de estréia do Magnum, Kingdom of Madness foi lançado pela Jet Records, no final de 1978 e alcançou a posição #58 nas paradas do Reino Unido e recebeu uma avaliação de cinco estrelas por Geoff Barton da revista Sounds. A banda excursionou pelo Reino Unido entre outubro e novembro de 1978, como suporte para o Whitesnake do David Coverdale. Leo Lyons, ex-baixista do Ten Years After, produziu o álbum seguinte, Magnum II que foi lançado em 1979. O álbum no entanto não conseguiu emplacar nenhum hit nas paradas. Outra turnê de apoio foi organizada para novembro de 1979, desta vez com o Blue Öyster Cult. Uma performance ao vivo da banda foi lançada na forma do álbum Marauder e alcançou a posição #34 no Reino Unido, e um single duplo ao vivo ("Live at the Marquee", incluindo "Invasion") alcançou #48 nas paradas do Reino Unido. Richard Bailey deixou a banda logo depois e foi substituído temporariamente por Grenville Harding no suporte ao Def Leppard durante a turnê britânica de On Through the Night em março. Para a segunda etapa, em abril, o substituto permanente Mark Stanway assumiu as funções no teclado. O Magnum também apareceu no Reading Festival em 1980. E em abril de 1981 participou de outra turnê de apoio, desta vez com o Tygers of Pan Tang durante a turnê britânica de Spellbound. 
O seu primeiro álbum de sucesso foi o Chase the Dragon de 1982, produzido por Jeff Glixman, que alcançou a posição #17 no Reino Unido, e incluiu várias músicas que seriam pilares do set ao vivo da banda, incluindo "Soldier of the Line", "Sacred Hour" e "The Spirit". Glixman era anteriormente conhecido por seu trabalho com o Kansas, e este foi o primeiro lançamento do Magnum à caracterizar a obra de arte de fantasia do artista Rodney Matthews. A turnê incluiu o suporte ao Krokus em fevereiro, durante a turnê britânica de One Vice at a Time. A banda se apresentou em algumas datas norte-americanas no verão de 1982, dando suporte em apresentações do Ozzy Osbourne. Estes acabariam por revelar-se os únicos shows ao vivo a banda já tocados fora da Europa. A banda retornou ao Reino Unido em julho para sua própria turnê. 
Restrições orçamentais na Jet Records negou ao Magnum o uso de um produtor externo para o álbum The Eleventh Hour de 1983 que acabou sendo produzido por Clarkin e alcançou a posição #38 no Reino Unido. A turnê pelo Reino Unido começou em maio de 1983, com o guitarrista adicional Robin George para performances ao vivo. O Magnum também se apresentou no Reading Festival em 1983, com George. 
O Magnum e a Jet Records se separaram pouco tempo depois, Kex Gorin foi substituído por Jim Simpson e Stanway deixou a banda por um tempo para trabalhar com Phil Lynott, sendo substituído por Eddie George. O empresário local Keith Baker da Time Music foi contratado pela banda e uma turnê independente foi organizada para fevereiro de 1984 sem o apoio de uma gravadora. Lawrence Archer assumiu temporariamente o posto de guitarrista substituindo Clarkin quando ele ficou doente.

### On a Storyteller's Nighte o sucesso nas paradas (1985–1995)
Stanway retornou para a banda em 1984, e eles excursionaram pelo Reino Unido em Janeiro de 1985. O Magnum assinou um contrato com a FM Records, e lançou o álbum On a Storyteller's Night, que teve a arte da capa desenhada por Rodney Matthews. O álbum alcançou a posição #24 nas paradas do Reino Unido, e lançou a banda em toda a Europa. Para a turnê de Maio pelo Reino Unido, Simpson foi substituído por Mickey Barker. Keith e a banda embarcaram em uma viagem que mudaria a vida do Magnum para sempre.

A partir do sucesso de On a Storyteller's Night, Keith foi capaz de negociar um contrato para a banda com a gravadora Polydor Records, e eles iniciaram o período de maior sucesso comercial de sua carreira, abrindo o famoso festival Monsters of Rock, em Agosto de 1985.

## Discografia

### Álbuns de estúdio
- Kingdom of Madness (1978)
- Magnum II (1979)
- Chase the Dragon (1982)
- The Eleventh Hour (1983)
- On a Storyteller's Night (1985)
- Vigilante (1986)
- Wings of Heaven (1988)
- Goodnight L.A. (1990)
- Sleepwalking (1992)
- Keeping the Nite Light Burning (1993)
- Rock Art (1994)
- Breath of Life (2002)
- Brand New Morning (2004)
- Princess Alice and the Broken Arrow (2007)
- Into the Valley of the Moonking (2009)
- The Visitation (2011)
- On the 13th Day (2012)
- Escape from the Shadow Garden (2014)
- Sacred Blood "Divine" Lies (2016)
- Lost on the Road to Eternity (2018)

- -  Portal da música